# Mararoa River
Der Mararoa River ist ein Fluss im Südwesten der Südinsel Neuseelands.

## Geographie
Die Quellflüsse des Mararoa River liegen in der Ost- und Südflanke des 2093 m hohen David Peaks, der der zweithöchste Gipfel der Livingstone Mountains ist. Von dort fließt er in südlicher Richtung zwischen den Livingstone Mountains im Westen und den Thomson Mountains im Osten und durchströmt den North und South Mavora Lake. Anschließend fließt er in südwestlicher Richtung aus den Bergen heraus und mündet in den Waiau River, der in die Foveauxstraße entwässert. Die Mündung des Mararoa River liegt wenige Kilometer südöstlich des Abflusses des Lake Manapouri.

## Geschichte
Als erster Europäer war C. J. Nairn im Flussgebiet unterwegs. Er notierte den Fluss unter der Bezeichnung Maraeroa.
Der Fluss ist einer der wenigen in Neuseeland, in dem die eingeschleppte Diatomeenart Didymosphenia geminata auftritt, auch bekannt als Didymo.

## Infrastruktur
Im flacheren südlichen Teil nahe der Mündung verlaufen mehrere Straßen, die wichtigste davon ist der New Zealand State Highway 94, der von Queenstown kommend zum wenige Kilometer westlich des Flusses gelegenen Te Anau führt. Vor der Flussüberquerung zweigt die Mavora Lakes Road vom SH 94 nach Norden ab und folgt dem Ostufer des Flusses bis zum südlichen Ende des North Mavora Lake. Von dort aus führt der Mavora - Greenstone Walkway durch weite Teile des oberen Flusstals. Entlang der Wanderwege im Tal liegen mehrere Hütten.